# Madame Bovary (film, 1934)
Madame Bovary är en fransk historisk dramafilm från 1934 i regi av Jean Renoir. Huvudrollerna spelas av Max Dearly, Valentine Tessier och Pierre Renoir. Manuset är baserat på romanen Madame Bovary från 1857 av Gustave Flaubert.

## Rollista i urval
- Max Dearly – Homais
- Valentine Tessier – Emma Bovary
- Pierre Renoir – Charles Bovary
- Robert Le Vigan – Lheureux
- Alice Tissot – Charles Bovarys mor
- Pierre Larquey – Hippolyte
- Monette Dinay – Félicité
- Louis Florencie – Kyrkoherde

### Webbkällor
- Madame Bovary på Internet Movie Database (engelska)